# Hostens
Hostens (okzitanisch Ostens) ist eine französische Gemeinde mit 1.530 Einwohnern (Stand: 1. Januar 2022) im Département Gironde in der Region Nouvelle-Aquitaine (vor 2016 Aquitaine). Sie gehört zum Arrondissement Langon und zum Kanton Les Landes des Graves. Die Einwohner werden Hostensois genannt.

## Geographie
Hostens liegt im Regionalen Naturpark Landes de Gascogne an der Grenze zum Département Landes, etwa 45 Kilometer südlich von Bordeaux und 31 Kilometer westsüdwestlich von Langon. Umgeben wird Hostens von den Nachbargemeinden Saint-Magne im Norden, Louchats im Nordosten und Osten, Le Tuzan im Südosten, Mano im Süden sowie Belin-Béliet im Westen. Regional bekannt ist Hostens für das Naherholungsgebiet um die drei Seen Lacs de Bernadas, Lac du Bourg und Lac du Bousquet. Hier entspringt auch das Flüsschen Lombard, das zur Castera entwässert.

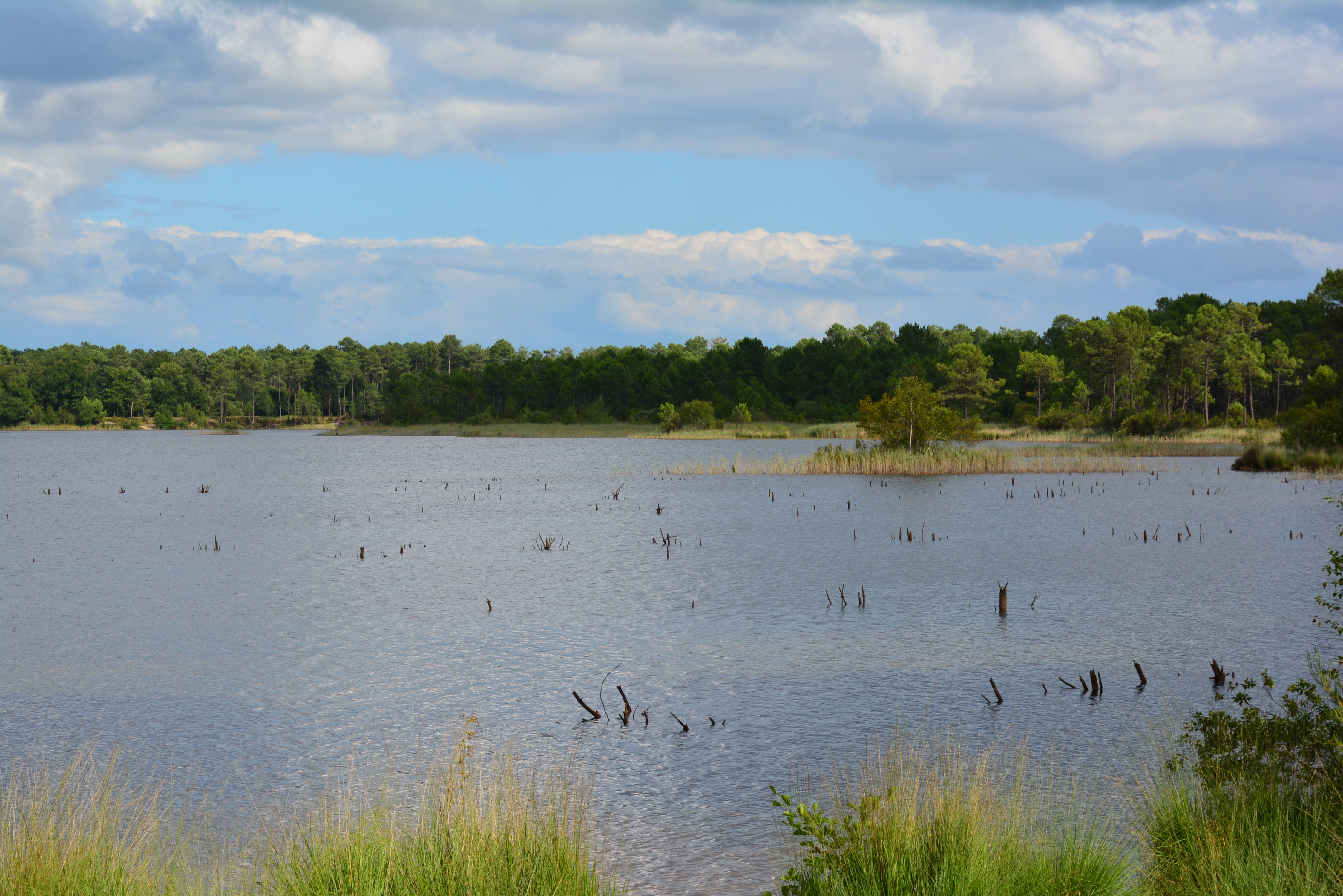
Lac du Bousquet

## Bevölkerungsentwicklung
| Jahr                       | 1962 | 1968 | 1975 | 1982 | 1990 | 1999 | 2006 | 2013 | 2020 |
| Einwohner                  | 1190 | 727  | 692  | 714  | 721  | 740  | 1127 | 1360 | 1482 |
| Quellen: Cassini und INSEE |      |      |      |      |      |      |      |      |      |

## Sehenswürdigkeiten
- Kirche Saint-Pierre, 1850 bis 1863 erbaut

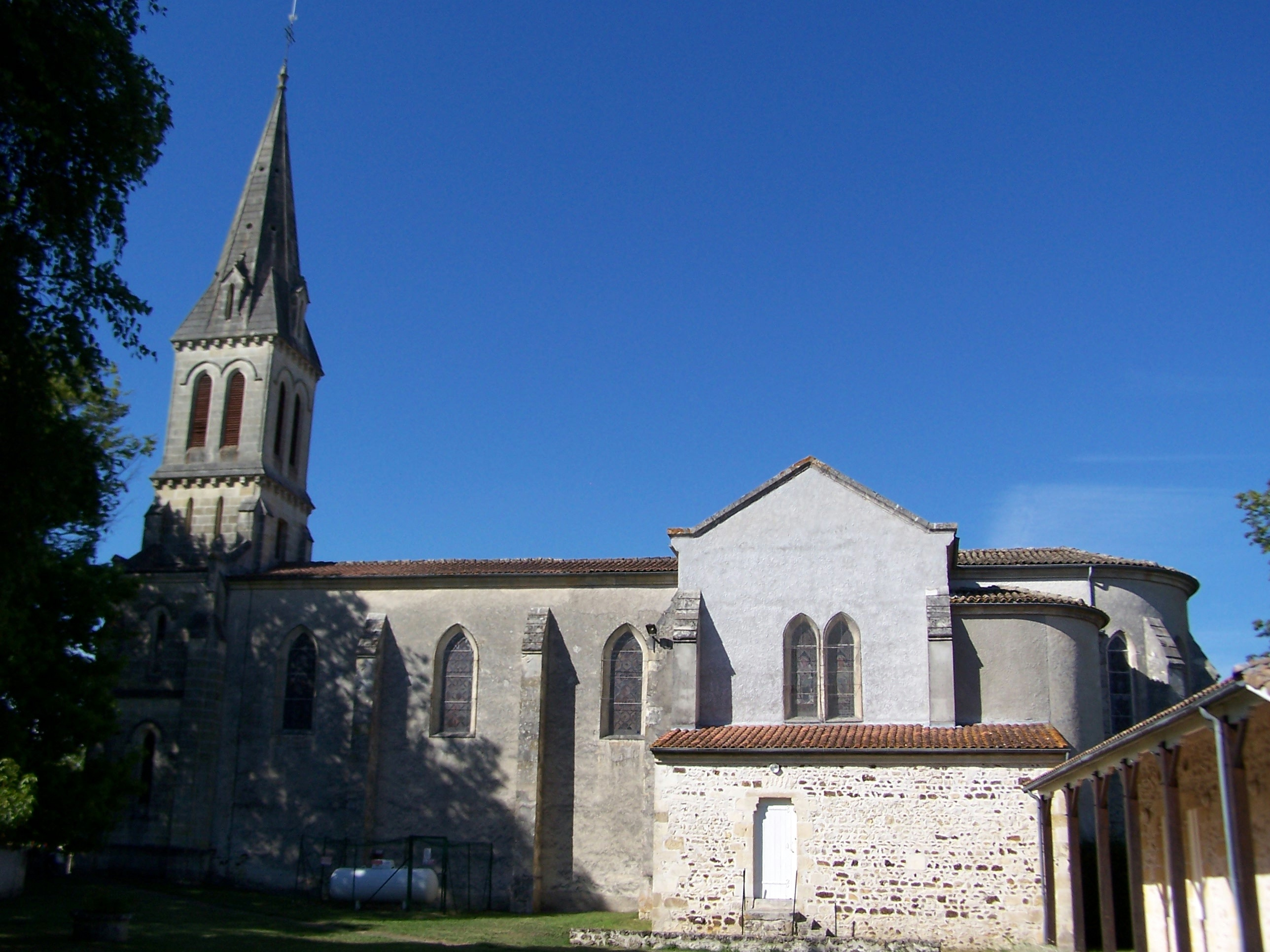
Kirche Saint-Pierre

- Wasserturm